# Kettering (Ohio)
Kettering is een plaats (city) in de Amerikaanse staat Ohio, en valt bestuurlijk gezien onder Greene County en Montgomery County.

## Demografie
Bij de volkstelling in 2000 werd het aantal inwoners vastgesteld op 57.502.
In 2006 is het aantal inwoners door het United States Census Bureau geschat op 54.666, een daling van 2836 (-4,9%).

## Geografie
Volgens het United States Census Bureau beslaat de plaats een oppervlakte van
48,4 km², geheel bestaande uit land.

## Plaatsen in de nabije omgeving
De onderstaande figuur toont nabijgelegen plaatsen in een straal van 8 km rond Kettering.